# Crank It Up (canción de Ashley Tisdale)
«Crank It Up» —en español: «Sube el Volumen»—  es el segundo sencillo del segundo álbum Guilty Pleasure, de la cantante y actriz estadounidense Ashley Tisdale. La canción fue lanzada en formato radial en Chile, el día 1 de septiembre de 2009 y el 16 de octubre de 2009 en formato digital, mientras que en Alemania y el resto de Europa su lanzamiento fue el 16 de octubre.
La canción está escrita y producida por el grupo de productores suecos Twin, compuesto por Joacim Persson y Niclas Molinder.

## Información de la canción
La canción es la pista número 13 del álbum, y es incluida como bonus track en la edición normal del disco junto al tema "Switch". "Crank It Up" es uno de los seis temas escritos y producidos por el grupo de productores suecos Twin, compuesto por Niclas Molinder, Joacim Persson y Johan Alkenäs; además de David Jassy rapero conocido también por escribir otros temas para Tisdale, tales como "It's Alright, It's OK", "Not Like That" y "Be Good To Me", en este último también aporta su voz para los interludios de rap que posee la canción, en este tema Jassy también participa rapeando en los coros de la canción.
La grabación fue realizada durante el 2008 en Los Ángeles, Estados Unidos y mezclada y masterizada en Estocolmo, Suecia. La canción fue incluida en un álbum compilatorio de canciones exitosas en Europa, el disco llamado Popstars Hits, será lanzado el 25 de septiembre de 2009, la canción ocupa el número diez en la lista de canciones que incluye en total 21 temas. Además fue usada como parte de la musicalización del material extra que viene incluido en el DVD de la película Pequeños Invasores, también protagonizada por Tisdale.
Tisdale se reunió junto al cantante británico de R&B Jay Sean los primeros días de septiembre de 2009, para entonces se rumoreaba que juntos preparaban una colaboración para regrabar la canción "Crank It Up", para el 22 de octubre de 2009, Tisdale aclaró los rumores en su página de Twitter, en donde compartió detalles de su colaboración con Perez Hilton, diciendo «Si, Jay Sean quiere estar en la canción, tenemeos que grabar sus partes en ella para la versión que irá a la radio», pocos minutos después por acuerdos entre Warner Bros. Records y Cash Money Records, su mensaje fue eliminado ya que ambos sellos discográficos estaban planeando su lanzamiento en Estados Unidos, sin embargo, esto no llegó a concretarse y su lanzamiento en ese país fue cancelado.

### Lanzamiento
La canción fue lanzada anticipádamente en Chile, el día 1 de septiembre de 2009, el estreno del sencillo fue realizado en la emisora 40 Principales, durante el programa La ducha teléfono, la canción hizo su debut dos días antes en otro programa de ese país, el reality show 1910 de Canal 13,  en donde fue utilizada en la presentación de las imágenes del siguiente episodio (31 de agosto de 2009).
La canción sería lanzada como segundo sencillo oficial de Guilty Pleasure en Estados Unidos, según informó Warner Bros. Records la canción sería realizada en formato de descarga digital y radio a principios de 2010, sin embargo fue cancelado, y solo se lanzó oficialmente en Europa y Sudamérica (Brasil, Chile y Argentina).
En Alemania, el sencillo fue lanzado el día 16 de octubre de 2009 en formato digital, CD sencillo y en radios. En ese país incluye el lanzamiento de un Sencillo en CD y Maxisencillo, el cual contiene además de la versión original del álbum más dos canciones extras "Time's Up" coescrita por Katy Perry y The Matrix y "Blame It On The Beat" escrita por Peer Astrom.

## Video musical
De acuerdo al sitio oficial de Tisdale, ella grabó el video musical para "Crank It Up" el día 29 de septiembre de 2009 en Los Ángeles, Estados Unidos y fue dirigido por Scott Speer, el mismo de la amyoria de sus anteriores video musicales. El estreno del videoclip se realizó el día 5 de octubre de 2009 por el canal Viva en Alemania, como parte del especial Planet Special: Ashley & Friends. Wesley Quinn, exbailarín de Tisdale en su gira Headstrong Tour Across America y actual miembro de la banda norteamericana V Factory, participó en el video y en la coreografía de este.
Ella aparece utilizando tres diferentes atuendos durante el desarrollo del videoclip, dentro de los que destaca al inicio, en donde Tisdale aparece luciendo unas alas de color negro. El video musical además tiene apariciones del actor norteamericano de Héroes, Justin Baldoni y la también actriz Kim Hidalgo.

### Trama
El video musical inicia con Tisdale con un par de alas negras y de rodillas en un apartamento oscuro con una gran ventana detrás de ella, luego comienza el beat electrónico del inicio de la canción, mientras comienza a soplar el viento dentro de la habitación, Tisdale se levanta lentamente y a su vez plumas también de color negro caen desde el cielo. Luego, imágenes de Tisdale usando un vestuario negro corto y ajustado al cuerpo aparecen mientras camina por un pasillo de luz tenue, esto se intercala con imágenes del primer set en donde ella usando alas gatea por el apartamento. Nuevas tomas aparecen con Ashley moviéndose sensualmente en un fondo similar a los utilizados en los videos "Don't Stop The Music" de Rihanna y "Just Dance" de Lady Gaga.
La canción continúa con Tisdale bailando en una fiesta, las personas la acompañas bailando a su alrededor, todo ambientado por luces de color violeta, rojo y azul, en la siguiente escena aparece su banda cenando, todo esto es interrumpido con Tisdale bailando sobre la mesa usando un corsé de color blanco.

## Formato y lista de canciones
Sencillo digital Warner Bros. Records B0026B6E4W (WEA)
Lanzamiento: 16 de octubre de 2009
| Descarga digital |               |               |       |
| 1                | "Crank It Up" | Album Version | 03:02 |

```
CD Maxisencillo
 
Warner Bros. Records
 B0027028R4 (
WEA
)
Lanzamiento: 16 de octubre de 2009
```

| Maxisencillo |                        |                 |       |
| 1            | "Crank It Up"          | Album Version   | 03:02 |
| 2            | "Blame It On The Beat" | Non-Album Track | 03:28 |
| 3            | "Time's Up"            | Non-Album Track | 03:25 |

```
Sencillo digital
 
Warner Bros. Records
 B0027028R4 (
WEA
)
Lanzamiento: 16 de octubre de 2009
```

| Sencillo digital |               |                 |       |
| 1                | "Crank It Up" | Album Version   | 03:02 |
| 2                | "Time's Up"   | Non-Album Track | 03:25 |

## Promoción

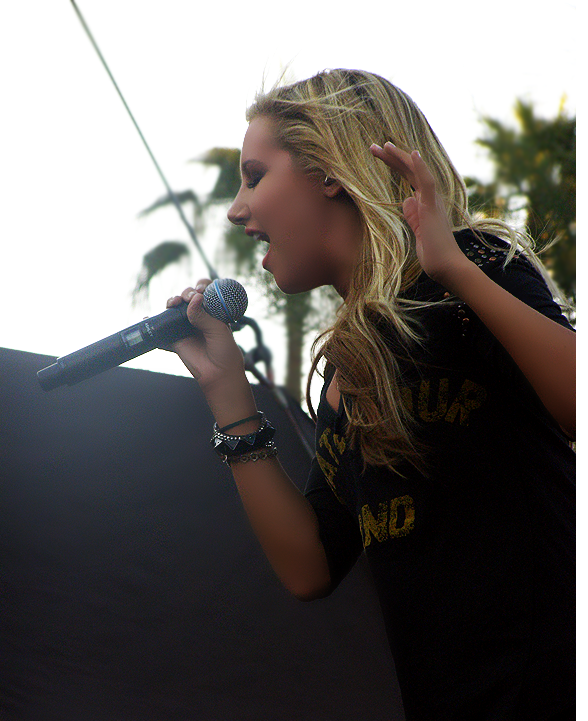
Ashley Tisdale cantando "Crank It Up" en la inauguración de la tienda Microsoft en Estados Unidos.

La canción apareció el día 6 de octubre de 2009 en Estados Unidos durante el programa de MTV The City, como parte de las canciones del primer episodio de la segunda temporada.
Tisdale junto a su banda realizó una presentación exclusiva en la ciudad de Las Vegas, Estados Unidos, la cual fue grabada el día 21 de agosto de 2009 como parte de la etapa de casting del programa alemán Popstar en su nueva temporada, aquí presentó en vivo dos canciones "Crank It Up" y "It's Alright, It's OK", el episodio en donde Tisdale se presenta como artista invitada fue emitido el día 15 de octubre de 2009 en ese país, pocos días antes del lanzamiento del sencillo en Europa central. Además la canción es promocionada como parte de los formatos DVD y Blu-ray de la película de Tisdale, Pequeños Invasores. La canción fue usada en el capítulo número ocho de la sexta temporada del programa estadounidense So You Think You Can Dance.
Tisdale presentó por primera vez la canción junto a su banda en vivo durante la inauguración de la primera tienda Microsoft y lanzamiento de Windows 7 en Arizona, Estados Unidos, el día 22 de octubre de 2009, mismo día en donde el video musical de la canción fue promocionado por E! News.
Tisdale presentó la canción junto a otras del disco Guilty Pleasure, en el evento navideño realizado en el The Citadel en Los Ángeles, California, el día 22 de noviembre de 2009. y el 10 de enero de 2010 fue transmitida por NBC, la presentación de "Crank It Up" y otras canciones para el Progressive Skating & Gymnastics Spectacular.

## Rendimiento en las listas musicales de canciones
En Chile, debido al moderado airplay radial que el sencillo alcanzó en las primeras tres semanas de rotación en algunas emisoras de ese país, en la semana del 26 de septiembre de 2009 debuta en la lista Chile Bubbling Under Top 100 Singles en la ubicación número 24. Una semana después la canción logra entrar al Top 100, posicionándose en el número 98, para luego alcanzar la posición 45, permaneciendo dos semanas en la máxima ubicación y acumulando dieciséis semanas consecutivas en la lista.
En Alemania y Austria, la canción logró entrar por primera vez al Top 100 de iTunes el día 12 de octubre de 2009, 4 días antes de su lanzamiento oficial en aquellos países, "Crank It Up" ha permanecido dentro del Top 80 y Top 60 respectivamente en ambos países, para el día del lanzamiento el 16 de octubre de 2009 la canción aparecía dos veces en las listas generales de iTunes en ambos países, la primera correspondía a la extraída del álbum la cual estaba Top 20 y Top 50 la que correspondía a la versión del sencillo. Un EP exclusivo fue previamente el 9 de octubre de 2009 lanzado en Francia, Suecia y España, en este último también fue realizado en exclusiva por la tienda digital iTunes un sencillo simple con dos canciones.
En la semana del 26 de octubre de 2009, la canción logra ingresar en la posición número 19 de la lista oficial de sencillos en Alemania, consiguiendo así el cuarto Top 20 de su carrera en ese país, en la misma semana debuta en el número 22 de la lista de Austria, en este último la canción logra recuperar posiciones en su tercera semana subiendo del número al número 26. En la lista European Hot 100, la canción logra ingresar en la caisilla número 66, obteniendo su tercera mejor posición en esta lista, solo superada por "It's Alright, It's OK" en el número 38 y "He Said She Said" en el número 65.

### Listas musicales de canciones
| País     | Lista musical    | Primera semana | Posición de ingreso | Mejor posición | Semanas en la mejor posición | Semanas en la lista musical | Última semana |
| -------- | ---------------- | -------------- | ------------------- | -------------- | ---------------------------- | --------------------------- | ------------- |
| Europa   |                  |                |                     |                |                              |                             |               |
| Alemania | Top 100 Singles  | 02-11-2009     | 19                  | 19             | 1                            | 9                           | 01-01-2010    |
| Austria  | Top 75 Singles   | 28-10-2009     | 22                  | 22             | 1                            | 5                           | 25-11-2009    |
| Europa   | European Hot 100 | 07-11-2009     | 66                  | 66             | 1                            | 3                           | 21-11-2009    |
| Europa   | Euro 200         | 01-11-2009     | 183                 | 127            | 1                            | 3                           | 15-11-2009    |

### Listas musicales de fin de año
| Europa   |                 |     |      |
| Alemania | Top 300 Singles | 193 | 2009 |

## Personal y créditos
- Voz principal – Ashley Tisdale
- Escrita – Niclas Molinder, Joacim Persson, Johan Alkenäs y David Jassy.
- Producida – Twin y Alke.
- Ingeniero de grabación – Brian Summer.
- Mezcla – Jonnie "Most" Davis
- Guitarras – Joacim Persson y Johan Alkenäs.
- Coros - David Jassy
- Voz secundaria - Freja Jonsson-Blomberg

## Historial de lanzamiento
| País     | Fecha                   | Sello                | Formato                     |
| -------- | ----------------------- | -------------------- | --------------------------- |
| Chile    | 1 de septiembre de 2009 | Warner Bros. Records | Radio                       |
| Chile    | 9 de octubre de 2009    | Warner Bros. Records | Descarga digital            |
| Francia  | 9 de octubre de 2009    | Warner Bros. Records | Descarga digital, EP        |
| Suecia   | 9 de octubre de 2009    | Warner Bros. Records | Descarga digital, EP        |
| España   | 9 de octubre de 2009    | Warner Bros. Records | Descarga digital, EP        |
| Alemania | 16 de octubre de 2009   | Warner Bros. Records | Descarga digital, EP, Radio |
| Europa   | 17 de octubre de 2009   | Warner Bros. Records | Descarga digital, EP, Radio |
| Brasil   | 26 de octubre de 2009   | Warner Bros. Records | Radio                       |